# نيل غرايسون
نيل غرايسون (بالإنجليزية: Neil Grayson)‏ (1 نوفمبر 1964 في المملكة المتحدة - ) هو مدرب كرة قدم ولاعب كرة قدم بريطاني في مركز الهجوم. شارك مع منتخب إنجلترا لكرة القدم C ‏. أما مع النوادي، فقد لعب مع فوريست غرين ونادي تشيسترفيلد ونادي دونكاستر روفرز ونادي نورثامبتون تاون ونادي هيرفورد ونادي يورك سيتي وستافورد رينجرز وCarlton Town F.C. ‏ ونادي غيتزهد ونادي تشيلتنهام تاون لكرة القدم وRowntrees F.C. ‏ وGlapwell F.C. ‏ وHeanor Town F.C. ‏ وSutton Town A.F.C. ‏ ونادي بوسطن يونايتد.

## وصلات خارجية
- نيل غرايسون على موقع قاعدة بيانات كرة القدم.إي يو (الإنجليزية)
- نيل غرايسون على موقع Soccerbase.com (لاعب) (الإنجليزية)